# لايف رينغ للتعافي العلماني
«لايف رينغ» للتعافي العلماني (لايف رينغ أو «إل إس آر»)، هي منظمة علمانية غير ربحية، تقدم مجموعات للتعافي من الإدمان بين الأقران. تقدم المنظمة الدعم والمساعدة للأشخاص الذين يسعون للتعافي من إدمان الكحول والمخدرات، وتساعد الشركاء، وأفراد الأسرة، وأصدقاء المدمنين، أو مدمني الكحول. إنه برنامج تعاف قائم على الامتناع عن التعاطي، وله ثلاثة مبادئ أساسية: الرصانة (الإقلاع عن الإدمان)، والعلمانية، والتمكين الذاتي.
أُنشئت لايف رينغ في ولاية كاليفورنيا في عام 1997، باسم لايف رينغ بريس، وهي شركة نشر منفصلة عن مؤسستها الأم، منظمات علمانية للإقلاع عن الإدمان «إس أو إس». تأسست رسميًا في عام 1999 باسمها الحالي، ولم تعد تابعة لـ«إس أو إس». تعقد لايف رينغ اجتماعات مباشرة، في الولايات المتحدة، وكندا، وأوروبا، وتدعم الاجتماعات عبر الإنترنت، وغرف المحادثة، ومجموعات دعم البريد الإلكتروني.
تخدم المنظمة الأشخاص من جميع الأديان، والأشخاص اللادينيين، على الرغم من أنها منظمة لادينية، ويقول نحو ربع أعضاء لايف رينغ إنهم يحضرون شكلًا ما من أشكال الجماعة الدينية. يشَجع المشاركون في المجموعة على تكييف برنامجهم وفقًا لاحتياجاتهم وظروفهم. كل عضو حر في دمج الأفكار من أي مصدر يجده مفيدًا، مثل المواد من مجموعات أخرى للتعافي من الإدمان، بما في ذلك النُهج المدعومة دينيًا، مثل تلك المستخدمة من قبل زمالة «مدمنو الكحول المجهولون» (إيه إيه). وُصفت لايف رينغ بالنسبة لزمالة «مدمنو الكحول المجهولون» بأنها «إحدى البدائل العلمانية الرئيسية».

## تاريخ
تأسست لايف رينغ في عام 1997 باسم لايف رينغ بريس، وهي شركة نشر، باعتبارها امتدادًا من فرع ولاية كاليفورنيا لمنظمات علمانية للإقلاع عن الإدمان «إس أو إس». كان مارتن نيكولاس المؤسس والرئيس التنفيذي في عام 1997، وشغل منصبه حتى عام 2010، عندما تولى كريغ والي منصب الرئيس. يقع مركز خدمة لايفرينغ في هايوارد، في كاليفورنيا، وبايرون كير هو المدير التنفيذي (اعتبارًا من 2018). أصبحت باسم لايف رينغ للتعافي العلماني في عام 1999، عقب اجتماع للممثلين الإقليميين، وعُقد أول مؤتمر دستوري لها في عام 2001. تعقد المنظمة مؤتمرًا سنويًا كل سنة، حيث يُنتخب أعضاء مجلس الإدارة. لايف رينغ هي مؤسسة غير ربحية، تصنع وتجمع أموالها، من بيع الكتب، والبضائع، والمجموعات، في الاجتماعات، ومن التبرعات. لم تعد لايف رينغ تابعة لـ«إس أو إس»، على الرغم من بقائهما متشابهين إلى حد كبير في التوقعات. مُثلت لايف رينغمن قبل متحدثين في المؤتمرات المهنية للمنظمات، بما في ذلك جمعية علم النفس الأمريكية، وجمعية أخصائيي الإدمان، وجمعية كاليفورنيا لمستشاري إدمان الكحول وتعاطي المخدرات، مؤتمر سبُل متعددة للتعافي في عام 2015، وإف تي بي كونشينس 2 في عام 2014.
درست مجموعة أبحاث الكحول معدل نجاح لايف رينغ في عام 2016 في إمريفيل بكاليفورنيا، بعد عدة طلبات للتمويل خلال سنوات. وجد التقرير أن أعضاء لايف رينغ، أبلغوا عن نسبة أعلى من الرضا والتماسك، مقارنة مع مشاركي برنامج الاثنتي عشرة خطوة، على الرغم من انخفاض نسبة الحضور في الاجتماعات المباشرة، وخَلُص إلى أن هناك حاجة حقيقية لدمج منهجية لايف رينغ في شبكات علاج الإدمان الحالية. ر
هناك حاجة إلى بحث إضافي، من أجل دمجها في إطار سريري احترافي، إذ إن معظم البيانات المتاحة قبل دراسة 2016، كانت سردية بطبيعتها. في منتصف التسعينيات من القرن الماضي، اعتُبرت القضايا البارزة، التي تتطلب الأفراد الذين كُلفوا بالخضوع لإعادة تأهيل مدمني المخدرات أو الكحوليات لحضور برنامج ذي محتوى ديني، إكراهًا غير مسموح به، بموجب بند التأسيس لدستور الولايات المتحدة، وبالتالي هناك حاجة إلى بدائل علمانية. واعترف بالتالي، بالحاجة الملحة للاعتراف المهني بالمجموعات العلمانية مثل سمارت ولايف رينغ، الذين قد شُجعوا ليصبحوا أكثر انتشارًا واندماجًا.

## المنهجية
يُعبر عن فلسفة لايف رينغ بثلاثة مبادئ رئيسية، تعرف باسم فلسفة الـ3-إس: الرصانة (الإقلاع عن الإدمان)، والعلمانية، والتمكين الذاتي. يعرف الإقلاع عن الإدمان بأنه الامتناع عن تناول الكحول والمخدرات التي تسبب الإدمان (وصفة طبية أو غير ذلك) إذا لم تُستخدم كعلاج طبي قانوني حسب توجيهات الطبيب. يشجع مبدأ التمكين الذاتي كل عضو على تطوير برنامج التعافي الخاص به. ليس للأعضاء كفلاء، على عكس برامج الاثنتي عشرة خطوة، لكن يشجعون على مساعدة بعضهم البعض. وتُلخص الأساسيات من أجل المشاركة:
الشرط الوحيد للعضوية في اجتماعات لايف رينغ للتعافي العلماني هو الرغبة في الامتناع عن تعاطي الكحول والمخدرات غير المشروعة أو غير الموصى بها طبيًا.
لا تبدأ اجتماعات لايف رينغ بالصلاة تماشيًا مع مبدأ العلمانية، ولا يُشجع الأعضاء على الإيمان بقوة أعلى. ولا يوجد برنامج الاثنتي عشرة خطوة، ولا صحوة روحية لتتحقق، كما هو الحال مع برامج أخرى مثل زمالة «مدمنو الكحول المجهولون». تعرض لايف رينغ فكرة أنه يمكن الوصول للإقلاع من خلال برنامج التعافي الشخصي ودعم الأقران. لا تُثبط العقيدة الدينية أو يُفقد احترامها، وأظهر استقصاء للعضوية أن نحو ربع أعضاء لايف رينغ يحضرون شكلًا ما من أشكال الجماعة الدينية.
تشجع لايف رينغ كل مشارك على تصميم نهج للبقاء ممتنعًا عن إدمان المخدرات أو الكحول لاحتياجاته وتجاربه الخاصة. يتمتع الأعضاء بحرية دمج الأفكار من أي مصدر يجدونه مفيدًا، بما في ذلك المجموعات الأخرى للتعافي من الإدمان. غالبًا ما تعقد الاجتماعات في المواقع التي تستخدمها أيضًا مجموعات الاثنتي عشرة خطوة للتعافي.
تشجع لايف رينغ الأعضاء على استغلال الانتكاسات كتجارب تعليمية، وتثني عن لوم الأعضاء بسبب الانتكاسات. يُشجع الأعضاء على أن يروا بداخلهم نفسًا صاحية ونفسًا مدمنة تتقاتلان من أجل السيطرة، وجانبًا منهما يحاول أن يكون رصينًا وبصحة جيدة، والآخر مهووس بالمخدرات ويريد الاستمرار في شربه أو استخدامه. أُبلغ أن حضور الاجتماعات (سواء عبر الإنترنت أو البريد الإلكتروني أو الاجتماعات المباشرة) يوفر مكانًا جيدًا للنفس الصاحية لتتعلم من خلاله، وتتعزز بالأصوات الصاحية أو الرصينة هناك. يدير الأقران المتطوعون الاجتماعات، ويُعرفون بـ«منظمي الاجتماعات»، ولا يديرها اختصاصيون، ويُسمح للأعضاء بتقديم الملاحظات لبعضهم البعض بأنفسهم. يُشجَّع الأعضاء على رفع أيديهم عند الرغبة بالتحدث والإجابة على الأعضاء الآخرين لتقديم الدعم، أو التعليق عندما يكون الاجتماع في حالة انعقاد. في حين تكون الاجتماعات عبر الإنترنت والاجتماعات المباشرة غير رسمية، فهناك بعض القواعد الأساسية: يجب أن يكون الأعضاء نظيفين وصحاة (ليسوا تحت تأثير المخدرات أو الكحول) إذا كانوا يريدون التحدث في اجتماع (فقط الرغبة في أن يكونوا صحاة مطلوبة للحضور)، ولا يسمح بالدين أو السياسة أو الحط من محاولات الآخرين لتحقيق الرصانة أو الإقلاع، ويجب على الأعضاء أن يحترموا بعضهم البعض، ولا يسمح «بحكايات المخمورين» (الحديث الطويل عن تعاطي المخدرات أو الكحول في الماضي). أظهرت دراسة استقصائية لعضوية 2013 أن أكثر بقليل من ربع الأعضاء يحضرون شكلًا من أشكال الكنيسة، أو أماكن عبادة أخرى، على الرغم من الطبيعة العلمانية للايف رينغ، وهو انخفاض عن نسبة 40% في عام 2005.
وُصف نهج لايف رينغ بأنه «منتج محلي أكثر من كونه أكاديميًا» يأتي ضمن الانضباط في العلاج السلوكي الإدراكي. وهو متأثر بعلماء النفس، مثل كارل روجرز وألبرت باندورا، وقورن بنظرية الاختيار لوليام غلاسر، التي تستند إلى فكرة أن العلاقات الماضية ذات النفوذ على السلوك والسلوكيات التي تسبب الإدمان هي أعراض للاحتياجات النفسية اللاواعية، وعلاج السلوك الجدلي الخاص بمارشا م. لينهان، الذي يركز على تعلم المحفزات لأنواع معينة من السلوك العدواني.